# Isthme de Kra
| Localisation de la Thaïlande en Asie |

| Localisation de la Thaïlande en Asie |

L'isthme de Kra est le rétrécissement de terre qui relie la péninsule Malaise à la masse du continent asiatique. Il se situe entièrement en Thaïlande,. La partie occidentale de l'isthme appartient à  la  province de Ranong et la partie orientale à la province de Chumphon. L'isthme est bordé à l'ouest par la mer d'Andaman et à l'est par le golfe de Thaïlande.

## Géographie
La partie la plus étroite, entre l'estuaire de la Kraburi (fleuve frontalier avec la Birmanie) et la baie de Sawi, juste au sud de la ville de Chumphon, a une largeur de 44 km. À cet endroit l'altitude peut dépasser  400 mètres. L'isthme est ainsi dénommé d'après le canton (amphoe en thaïlandais) de Kra Buri dans la province de Ranong. Il s'étend sur une longueur d'environ 110 km.
L'isthme de Kra marque la frontière entre deux parties de la cordillère centrale indo-malaise, la chaîne montagneuse qui va depuis le Tibet jusqu'à l'extrémité de la péninsule. La partie septentrionale, qui débute à l'ouest de l'isthme de Kra, se nomme chaîne Tenasserim ; celle-ci se poursuit en Birmanie et en Thaïlande sur 400 km jusqu'au col des Trois Pagodes. La partie méridionale, qui est une subdivision de la chaîne Tenasserim, est située sur la péninsule. Elle est constituée d'une succession de massifs comme les monts Cham Hiang, Daen et Daen Mui.  Cet ensemble montagneux se prolonge au sud jusqu'à Phuket sur une distance d'environ 200 km.

## Le canal thaï
Le canal thaï est un projet de canal coupant l'isthme de Kra. Aujourd'hui ce projet est gelé alors qu'il apporterait plusieurs avantages, permettant notamment de contourner le détroit de Malacca connu pour être l'une des zones de piraterie les plus actives dans le monde. De plus, il raccourcirait d'environ 1 200 km le trajet entre la mer d'Andaman et la mer de Chine méridionale.

## Liaison terrestre

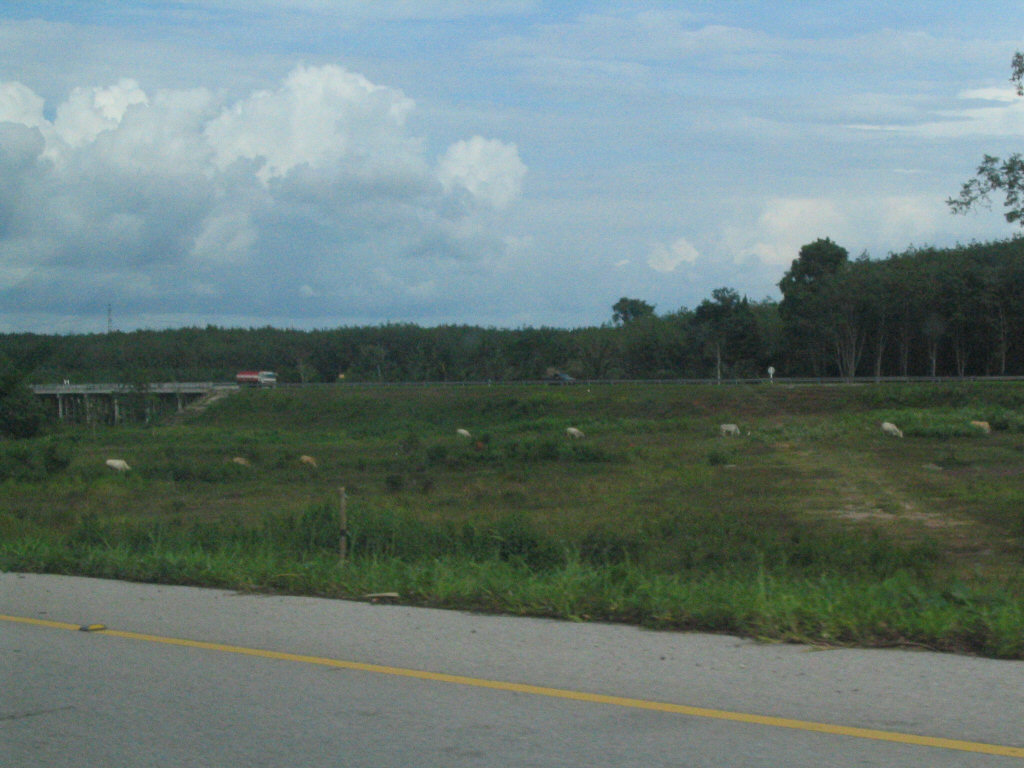
Espace entre les voies de la route thaïlandaise 44.

En guise de substitut au canal, une liaison terrestre a été lancée en 1993. La route thaïlandaise 44 en est le seul élément terminé, mais elle n'atteint pas la mer, puisqu'on ignore où devraient se trouver les ports. Ses voies sont séparées par un espace de 150 m réservé pour la construction d'une voie de chemin de fer et éventuellement d'un oléoduc. Actuellement[Quand ?], la route 44 court de 8° 18,11′ N, 98° 47,03′ E à 9° 09,47′ N, 99° 31,02′ E, et le projet est à l'arrêt pour raison environnementale. 
En octobre 2020, le gouvernement thaïlandais lance une étude de faisabilité afin de construire un port en eau profonde sur chaque façade maritime, reliés par une liaison routière et ferroviaire de 96 km, ainsi que par des pipelines. Un think tank de Singapour estime le coût de réalisation du projet à 1,85 milliard de dollars.

## Dans la fiction
Un épisode de la série Yoko Tsuno, Le Canon de Kra, s'y déroule en partie.